# La Maddalena
La Maddalena er en ø ud for Sardiniens nordøstlige spids. Øen har et areal på ca. 49 km² og har ca. 11.500 indbyggere. Det højeste punkt på øen er Monte Guardia Vecchia, 146 m.o.h. Øen er med en dæmning forbundet med den mindre ø, Caprera og er herudover omgivet af en række ubeboede øer samt øen Santo Stefano, hvor der er en amerikansk flådebase. Der er færge til øen fra Palau på Sardinien.
I 1804 under Napoleonskrigene var øen base for den engelske flåde under ledelse af Lord Nelson, og man kan på øens museum se to sølvlysestager som Lord Nelson forærede byens kirke. Efter afsættelsen af Benito Mussolini i 1943 blev han i tre uger holdt som fange på La Maddalena, indtil han blev ført tilbage til fastlandet, hvorfra det lykkedes ham at flygte. I dag huser øen den sardiske flådekommando ligesom der er faciliteter for mandskabet på den amerikanske base på naboøen, Santo Stefano. Øen besøges hvert år af mange turister på grund af den smukke natur og gode strande, og den er en del af Nationalpark Arkipelag La Maddalena.
41°13′N 09°24′Ø / 41.217°N 9.400°Ø